# عدد تعامل ضعیف
 عدد اندرکنش(تعامل) ضعیف (فیزیک ذرات) 
اعداد کوانتوم تعامل ضعیف 
- عدد لپتون: L
- عدد باریون : U
- شگرفی : S
- گیرایش ذره : C
- فرودینگی : ' B
- فرازینگی : T
- ایزواسپین : I یا z I
- ایزو اسپین ضعیف : z T
- بار الکتریکی : Q

## ترکیبات
- ابر بار : Y

(z I – Q)۲ = Y 
- ابر بار ضعیف : w Y

(z T – Q)۲ = w Y 
L – B = w Y

## تعریف
اگر دو یا چند ذره وجود داشته باشند که تعاملاتی یکسان داشته باشند، در این صورت آن‌ها می‌توانند بدون تأثیر بر (ساختار) فیزیکشان با یکدیگر مبادله گردند. هر ترکیب (پیچیده) خطی از این دو ذره، تا زمانی که متعامد یا عمود بر یکدیگر باشند، فیزیک یکسان دارد. به عبارت دیگر، این نظریه دارای تبدیلات تقارنی همچون : (d، u) M می‌باشد که u و d در آن دو میدان بوده و M یک ماتریس واحد ۲ x ۲ با دترمینان واحد است. این گونه ماتریسها یک گروه لای به نام (۲)SU ایجاد می‌کنند. (نگاه کنید به گروه واحد ویژه)این نمونه‌ای از تقارن عدد تعامل ضعیف است. 
این تقارن برای تعاملات قوی فراگیر و سراسری بوده و برای تعاملات ضعیف سنجیده می‌شود. 
واژه عدد تعامل ضعیف (flavour) در ابتدا در الگوی کوارک هادرون‌ها در سال ۱۹۶۸ وضع شد. گفته می‌شود یک نام برای مجموعه اعداد کوانتومی مربوط به ایزواسپین، ابر بار و شگرفی باید به طریقی ایجاد گردد تا زمانی که به عنوان مثال در آگهی شماره ۳۱ باسکین- رابینز منتشر می‌شود، موری ژلمن و هرالد فریتزش بتوانند  به آن بپردازند. 

## لپتونها
همه لپتونها حامل یک عدد لپتون ۱ = L هستند. علاوه بر این، لپتونها دارای ایزواسپین ضعیف هستند که مقدار z T در آن‌ها برای سه لپتون باردار (یعنی e، μ و τ) برابر ۲/۱- بوده و برای سه نوترینو مربوط به آن‌ها مقدار ۲/۱ است. زوج از یک لپتون باردار و نوترینو شامل یک z T متضاد است که گفته می‌شود یک نسل از لپتونها را تشکیل می‌دهند. علاوه بر این، یک زوج از این نوع، عددی کوانتومی را به نام ابر بار ضعیف تعریف می‌کند. w Y برای لپتونهای باردار ۱- و برای نوترینوها ۱+ می‌باشد. ایزواسپین ضعیف و ابر بار ضعیف در الگوی استاندارد سنجش می‌شوند. 
می‌توان شش عدد کوانتومی با تعامل ضعیف برای لپتونها مشخص کرد: عدد الکترون، عدد میون، عدد تاو، و ارقام مربوط به نوترینو. این ارقام در تعاملات الکترومغناطیسی حفظ می‌شوند، اما در مورد تعاملات ضعیف این از طریق  قاعده نقض می‌گردد. از این رو، این گونه اعداد کوانتومی تعاملی ضعیف کاربرد فراوانی ندارند. یک عدد کوانتومی برای هر نسل مفیدتر است. اما، نوترینوها از نسلهای مختلف می‌توانند با هم ترکیب شوند؛ یعنی یک نوترینو با عدد تعامل ضعیف می‌تواند به عدد کوانتومی تعامل ضعیف دیگر تبدیل گردد. توان اینگونه ترکیبات به وسیله ماتریس (MNS) مشخص می‌گردد. 

## کوارکها
تمام کوارکها حامل یک عدد باریون ۳/۱ = B هستند. علاوه بر این، آن‌ها دارای ایزواسپین ضعیف برابر با ۲/۱ ± = z T می‌باشند. ذرات با z T مثبت "' کوارکهای نوع فوقانی  نامیده شده و باقی آن‌ها  کوارکهای نوع تحتانی هستند. هر زوج از کوارکهای نوع فوقانی و تحتانی شامل یک نسل از کوارکها می‌شوند. 
کوارکها دارای اعداد کوانتومی زیر با تعامل ضعیف می‌باشند: 
- ایزواسپین دارای ارزش ۲/۱ = z I برای کوارک فوقانی و مقدار ۲/۱- = z I برای کوارک تحتانی است.
- شگرفی (S) : یک عدد کوانتومی است که توسط موری ژلمن معرفی شد. ضد کوارک شگرف بر اساس میزان شگرفی ۱+ تعریف می‌گردد. این شگرفی از نوع کوارک نوع تحتانی است.
- گیرایش ذره(C) : عبارتست از عددی که برای کوارک گیرایشی مقدار ۱+ می‌باشد. این کوارک از نوع فوقانی است.
- فرودینه (که زیبایی (beauty) نیز نامیده می‌شود) : عدد کوانتومی : ' B بوده که مقدار آن برای ضدکوارک فرودینه نوع تحتانی برابر با ۱+ می‌باشد.
- فرازینه (که راستی (truth) نیز نامیده می‌شود) : عدد کوانتومی بوده که مقدار آن برای کوارک نوع فوقانی برابر با ۱+ : T است.

این اعداد کوانتومی مفید هستند زیرا توسط هر دو نوع نیروی الکترومغناطیسی و قوی حفظ می‌گردد. بر مبنای این اعداد می‌توان اعداد کوانتومی اقتباس شده از آن‌ها را عرضه کرد:
- ابر بار : T + ' B + C + S + B = Y و
- بار الکتریکی : ۲/ Y + z I = Q.

یک کوارک با عدد تعاملی ضعیف، یک وضعیت ویژه برداری از بخش تعامل ضعیف معادله حرکت هامیلتونی است: که به روشی معین با بوزون‌ها از نوع - W، + W و Z در تعامل است. از سوی دیگر، یک فرمیون با جرم ثابت (وضعیت ویژه برداری بخش‌های تعامل جنبشی و قوی از معادله هامیلتونی حرکت) بطور عادی یک انطباق بین اعداد مختلف تعاملی ضعیف است. در نتیجه، محتوای عدد تعاملی ضعیف یک وضعیت کوانتومی ممکنست به هنگامی که بطور آزاد منتشر می‌شود، تغییر کند. تبدیل از عدد کوانتومی تعامل ضعیف به مبنای جرم برای کوارکها به اصطلاح به وسیله ماتریس سی کی ام Maskawa – kobayashi – cabibbo (ماتریس (CKM)) بیان می‌گردد. بنابراین، بر مبنای این تعریف، این ماتریس، توان تغییرات عددی تعاملات ضعیف را برای تعاملات ضعیف کوارکها تعریف می‌کند. 
در صورتی که دست کم سه نسل وجود داشته باشند، ماتریس سی کی ام برای نقض گیرایش- زوجیت   یا  (violation - CP) در ذرات صادق است.  

## پادذره‌ها و هادرونها
اعداد کوانتومی تعاملات ضعیف افزایشی (additive) هستند. از این رو پادذره ها به لحاظ بزرگی دارای اعداد تعاملی(اندرکنشی) ضعیف یکسان اما با علامت مخالف هستند. هادرون‌ها عدد کوانتومی تعامل ضعیفشان را از کوارکهای ظرفیت به ارث برده‌اند: که این مبنایی برای طبقه‌بندی الگوی کوارک است. روابط بین ابر بار، بار الکتریکی و سایر اعداد کوانتومی با تعامل ضعیف علاوه بر هادرون‌ها در مورد کوارک‌ها نیز صدق می‌کند. 

## پویافامی کوانتوم
تقارن عددی تعامل ضعیف ارتباط نزدیکی با تقارن دست سان دارد. این بخش از مقاله را می‌توان به بهترین نحو در کنار بخش دیگر تحت عنوان دست سانی (فیزیک) مطالعه نمود. 
پویافامی کوانتوم (chromodynamics - quantum) شامل شش عدد تعاملی ضعیف از کوارک‌ها می‌شود. اما، جرمهایشان با یکدیگر فرق دارد. در نتیجه، آن‌ها قطعا قابل تبادل با یکدیگر نیستند. دو نوع عدد تعاملی ضعیف، که نوع فوقانی و نوع تحتانی نامیده می‌شوند، تقریباً دارای جرم برابری هستند، و به لحاظ نظری این دو کوارک دارای تقارن تقریبی (۲) SU هستند. تحت این شرایط، یکی از آن‌ها ممکنست اعداد کوانتومی تعامل ضعیف f N را با جرمهای برابر داشته باشد و به یک تقارن مؤثربا عدد تعاملی ضعیف از نوع (f N) SU دست یابد. 
در اثر برخی شرایط، می‌تواند کلا از جرم کوارکها چشم پوشی کرد. در آن مورد، هر عدد تعاملی ضعیف کوارک از تقارن دست سانی برخوردار است. پس می‌توان بطور مستقل تبدیلات عددی تعامل ضعیف را بر روی بخش‌های دست چپی و دست راستی هر میدان کوارک انجام داد. در این صورت، گروه عدد تعاملی ضعیف یک گروه دست سانی است. 
```
                 (f N) SUR  x (f N) SUL 
```

اگر همه کوارکها جرمی مساوی داشته باشند، در این صورت این تقارن دست سانی به  تقارن برداری  یک گروه قطری از اعداد تعاملی ضعیف تبدیل می‌گردد و همان تبدیل برای تصویر اسپین ذرات کوارکها(helicities) نیز صدق می‌نماید. این کاهش تقارن،  تقلیل بارز تقارن  نامیده می‌شود. میزان تقلیل بارز تقارن از طریق جرمهای جاری کوارک در پویافامی کوانتومی کنترل می‌گردد. 
حتی اگر کوارکها فاقد جرم باشند، تقارن دست دسان عدد تعاملی ضعیف را می‌توان  فورا تقلیل داد ، در صورتی که به هر دلیل ظاهراً این خلاء دربرگیرنده یک چگالش دست سان باشد (همچون در پویافامی کوانتومی کم انرژی). این امر باعث افزایش جرم مؤثر کوارکها می‌گردد که اغلب با جرمهای ظرفیت کوارک در پویافامی کوانتومی (QCD) تعیین می‌گردد. 

## تقارن‌های پویافامی کوانتومی (QCD)
تحلیل آزمایشها نشان می‌دهد که جرمهای جاری کوارکها با عدد کوانتوم تعاملی ضعیف و کمتر از مقیاس (QCD) یا QCD Λ کوچتر هستند، بنابراین، تقارن دست سان عدد تعاملی ضعیف برای QCD به خوبی کوارکهای فوقانی، تحتانی و شگرف را برآورد می‌کند. موفقیت نظریه آشوب دست سان و حتی علاوه بر آن الگوهای دست سان مبتدی از این واقعیت نشئت گرفته‌اند. جرمهای ظرفیت کوارک که از الگوی کوارک استخراج شده‌اند بسیار بزرگتر از جرم جاری کوارک می‌باشند. این نشان می‌دهد پویافامی کوانتومی (QCD) با تشکیل یک چگالش دست سان، از تقلیل فوری تقارن دست سان برخوردار است. فازهای دیگر QCD می‌توانند تقارنهای دست سان اعداد تعاملی ضعیف را به طرق دیگر تقلیل دهند. 

## قوانین بقاء
کلا اعداد کوانتومی تعامل ضعیف ابقاء شده به این شرح می‌باشند:
- بار الکتریکی Q
- تفاوت عدد باریون و عدد لپتون : L – B

کلیه اعداد کوانتومی دیگر تعامل ضعیف از اصول تعاملات ضعیف الکترونی عدول می‌کنند. عدد باریون و عدد لپتون بطور مجزا و بر اساس ناهنجاری دست سان از شمول این تعاملات ضعیف الکترونی خارج هستند. تعاملات قوی کلیه اعداد کوانتومی تعاملات ضعیف را حفظ می‌نمایند. 

## تاریخچه
برخی از رویدادهای تاریخی که موجب گسترش بحث تقارن عددی تعامل ضعیف شده در مقاله‌ای با عنوان ایزواسپین مورد بحث قرار گرفته‌اند. 

## همچنین نگاه کنید به
- فرمولبندی نظریه میدانی الگوی استاندارد
- تعاملات ضعیف، تغییر اعداد تعاملی ضعیف و نقض گیرایش و زوجیت (CP-violation)
- پویافامی کوانتوم، مسئله گیرایش- زوجیت قوی و دست سانی (فیزیک)
- تقلیل تقارن دست سان و موضوع کوارک
- کوارک‌ها، لپتون‌ها و هادرون‌ها.
- عنوان گذاری عدد تعاملی ضعیف کوارک یک نمونه از شناسایی ذره در مقوله آزمایشگاهی فیزیک ذرات است.